# الپوجارا گرانادینا
الپوجارا گرانادینا (به اسپانیایی: Alpujarra Granadina) یک منطقهٔ مسکونی در اسپانیا است که در اندلس واقع شده‌است.

## خصوصیات
الپوجارا گرانادینا ۱٬۱۴۳ کیلومترمربع مساحت و ۲۴٬۵۵۸ نفر جمعیت دارد.